# きっと ここが帰る場所
『きっと ここが帰る場所』（きっとここがかえるばしょ、This Must Be the Place）は2011年のイタリア・フランス・アイルランドのコメディ映画。
2008年の第61回カンヌ国際映画祭において『イル・ディーヴォ 魔王と呼ばれた男』で審査員賞を受賞したパオロ・ソレンティーノ監督が、同映画祭の審査委員長を務めた俳優ショーン・ペンと意気投合して制作した異色のロードムービーである。原題はトーキング・ヘッズの「ジス・マスト・ビー・ザ・プレイス」からとられた。映画のコンサートのシーンでデヴィッド・バーンは同曲を演奏している。
第64回カンヌ国際映画祭のコンペティション部門に出品され、同映画祭の独立賞であるエキュメニカル審査員賞を受賞している。

## ストーリー
かつての人気ロックスターであるシャイアンは妻とアイルランドのダブリンにある豪邸で半隠遁生活を送っている。今でも現役当時のままの派手なメイクとファッションで生活しているが、付き合いがあるのは近所のロック少女メアリーなどごくわずかである。そんなある日、故郷のアメリカから30年以上も会っていない父が危篤との連絡が来る。飛行機が苦手なシャイアンは船で向かったため、結局、臨終には間に合わなかった。葬儀の後、ホロコーストを生き延びた父が自分を辱めたナチスのSS隊員アロイス・ランゲを執拗に探し続けていたことを知ったシャイアンは、父に代わってランゲを探す旅に出る。ランゲの妻ドロシーや孫娘のレイチェル、その息子のトミーなどに目的を隠して会い、ようやく見つけた隠れ家は既にもぬけの殻だった。そこに、ナチスの残党狩りのプロであるミドラーが現れる。実はシャイアンが渡していた資料をもとに、ミドラーは既にランゲの行方を突き止めていたのだ。ミドラーに連れて来られたランゲの隠れ家で、シャイアンはランゲから当時どのような辱めを父にしたのかを聞かされる。それは、けしかけた犬に脅えて小便を漏らしたのを笑ったというものであった。シャイアンは父の「復讐」としてランゲを全裸にして雪景色の屋外に放り出す。
旅を通じて父親へのわだかまりを解いたシャイアンは、飛行機に乗り、派手なメイクとファッションをやめ、素のままの「大人」の姿でダブリンの街に帰って来る。

## キャスト
- シャイアン: ショーン・ペン - かつての人気ロックスター。
- ジェーン: フランシス・マクドーマンド - シャイアンの妻。消防士。
- モーデカイ・ミドラー: ジャド・ハーシュ - ナチスの残党狩りのプロ。
- メアリー: イヴ・ヒューソン - シャイアンの近所に住むロック少女。
- レイチェル: ケリー・コンドン - ランゲの孫娘。
- ロバート・プラス: ハリー・ディーン・スタントン - ランゲらしき人物を知る老人。
- ドロシー・ショア: ジョイス・ヴァン・パタン - ランゲの妻。元歴史教師。
- デヴィッド・バーン: 本人 - シャイアンの旧友。
- メアリーの母: オルウェン・フエレ（英語版） - 息子トニーが家出をしたことで精神を病んでいる。
- アーニー・レイ: シェー・ウィガム - 金融ブローカー。シャイアンに車を貸す。
- リチャード: リロン・レヴォ - シャイアンの従兄弟。
- アロイス・ランゲ: ハインツ・リーフェン（ドイツ語版） - アウシュヴィッツのSS隊員だった男。
- ジェフリー: サイモン・デラニー（英語版） - シャイアンの友人。非イケメンだが女にモテる。
- トミー・ランゲ: グラント・グッドマン - レイチェルの息子。小学生。
- デズモンド: サム・キーリー（英語版） - メアリーに恋している青年。

## 作品の評価

### 映画批評家によるレビュー
Rotten Tomatoesによれば、批評家による一致した見解は「『きっと ここが帰る場所』は気まぐれな回り道が多すぎて満足できない客もいるかもしれないが、ショーン・ペンの魅力的な演技とパオロ・ソレンティーノの風光明媚なビジュアルのおかげで、本作はついていく価値のあるロードトリップになっている。」であり、87件の評論のうち高評価は67%にあたる58件で、平均して10点満点中6.20点を得ている。
Metacriticによれば、29件の評論のうち、高評価は16件、賛否混在は9件、低評価は4件で、平均して100点満点中61点を得ている。

### 受賞歴
| 賞                             | 部門                        | 対象                                                                                 | 結果       |
| ------------------------------ | --------------------------- | ------------------------------------------------------------------------------------ | ---------- |
| カンヌ国際映画祭               | エキュメニカル審査員賞      |                                                                                      | 受賞       |
| ダヴィッド・ディ・ドナテッロ賞 | 作品賞                      |                                                                                      | ノミネート |
| ダヴィッド・ディ・ドナテッロ賞 | 監督賞                      | パオロ・ソレンティーノ                                                               | ノミネート |
| ダヴィッド・ディ・ドナテッロ賞 | 脚本賞                      | パオロ・ソレンティーノ ウンベルト・コンタレッロ                                      | 受賞       |
| ダヴィッド・ディ・ドナテッロ賞 | 製作者賞                    | ニコラ・ジュリアーノ アンドレア・オキピンティ フランチェスカ・シーマ                 | ノミネート |
| ダヴィッド・ディ・ドナテッロ賞 | 撮影賞                      | ルカ・ビガッツィ                                                                     | 受賞       |
| ダヴィッド・ディ・ドナテッロ賞 | 音楽賞                      | デヴィッド・バーン                                                                   | 受賞       |
| ダヴィッド・ディ・ドナテッロ賞 | 主題歌賞                    | デヴィッド・バーン ウィル・オールダム マイケル・ブラノック 『If It Falls, It Falls』 | 受賞       |
| ダヴィッド・ディ・ドナテッロ賞 | 美術賞                      | ステファニア・セッラ                                                                 | ノミネート |
| ダヴィッド・ディ・ドナテッロ賞 | 衣裳賞                      | カレン・パッチ                                                                       | ノミネート |
| ダヴィッド・ディ・ドナテッロ賞 | メイクアップ賞              | ルイーザ・アベル                                                                     | 受賞       |
| ダヴィッド・ディ・ドナテッロ賞 | ヘアデザイン/スタイリング賞 | キム・サンタントニオ                                                                 | 受賞       |
| ダヴィッド・ディ・ドナテッロ賞 | 編集賞                      | クリスティアーノ・トラヴァリョーリ                                                   | ノミネート |
| ダヴィッド・ディ・ドナテッロ賞 | 音響賞                      | レイ・クロス ウィリアム・サロキン                                                    | ノミネート |
| ダヴィッド・ディ・ドナテッロ賞 | 視覚効果賞                  | ステファノ・マリノーニ パオロ・トリソーリョ ロドルフォ・ミリャーリ                   | ノミネート |
| ナストロ・ダルジェント賞       | 最優秀作品監督賞            | パオロ・ソレンティーノ                                                               | 受賞       |
| ナストロ・ダルジェント賞       | 製作者賞                    | ニコラ・ジュリアーノ アンドレア・オキピンティ フランチェスカ・シーマ                 | ノミネート |
| ナストロ・ダルジェント賞       | 脚本賞                      | パオロ・ソレンティーノ ウンベルト・コンタレッロ                                      | ノミネート |
| ナストロ・ダルジェント賞       | 撮影賞                      | ルカ・ビガッツィ                                                                     | 受賞       |
| ナストロ・ダルジェント賞       | 美術賞                      | ステファニア・セッラ                                                                 | 受賞       |